# Martsjena Gentsvishi
Martsjena Gentsvishi (en georgiano: მარცხენა გენწვიში) o Giantsvish (en abjasio: Гьанҵәыш, romanizado: Gyantsvysh) es una aldea que pertenece a la parcialmente reconocida República de Abjasia, parte del distrito de Gulripshi, aunque de iure pertenece al municipio de Gulripshi de la República Autónoma de Abjasia de Georgia.

## Toponimia
El nombre Gentsvishi proviene de la palabra esvana gentsis (sauce).

## Geografía
Martsjena Gentsvishi se encuentra en la parte superior del valle de Kodori, en el margen izquierdo del río Kodori. La aldea está a 86 km de Gulripshi y se administra desde el pueblo de Azhara.

## Historia
Después de la guerra del Cáucaso, cuando se anexó el principado de Abjasia, los rusos expulsaron a los habitantes originales (abjasios tsebelda y dali) de los valles en los tramos superiores del Kodori. 
El 12 de agosto de 2008, las fuerzas abjasias tomaron el control de Martsjena Gentsvishi y de la mayoría del valle de Kodori, también conocido como la Alta Abjasia.

## Demografía
La evolución demográfica de Martsjena Gentsvishi entre 1959 y 2002 fue la siguiente:
| 267                                                 | 180 | 116 |
| (Fuente: Population of Abkhazia since Soviet times) |     |     |

Según el censo de 2002, el 99% de la población georgianos del subgrupo de los esvanos.